# 宋长庚
宋长庚（1918年—1999年4月10日），男，直隶（今河北）高阳人，中华人民共和国政治人物，曾任兰州军区政治部主任、青海省军区第一政治委员，中共青海省委书记，江西省军区政治委员，第四、六届全国人大代表。